# Северодвинская ТЭЦ-2
Северодвинская ТЭЦ-2 (СТЭЦ-2) — теплоэлектроцентраль, расположенная в г. Северодвинске, Архангельская область. 
Входит в состав ПАО «ТГК-2».

## История
5 мая 1974 года была забита первая свая под главный корпус СТЭЦ-2. Рижским отделением ТЭПа был разработан проект ТЭЦ, монтаж основного энергетического оборудования осуществлялся трестом Севзапэнергомонтаж.
8 августа 1976 года окончено строительство дымовой трубы высотой 200 м. Была создана пусковая комиссия, штаб которой возглавляли директор ТЭЦ Валерий Васильевич Синицын и управляющий трестом СЗЭМ Леонид Михайлович Орлов.  Пуск станции осуществлялся при участии инженеров ПНУ СЗЭМ и фирмы ОРГРЭС.
22 декабря 1976 года начато опробование котлоагрегата энергоблока №1. 
30 декабря был синхронизирован и включен турбогенератор. Первый энергоблок начал выдавать промышленный ток.
Наладка и испытания котлов ТГМЕ-464 осуществлялось фирмой ОРГРЭС. На котле № 1 были выполнены наладочные работы. На котле № 2 проведены соответствующие головному образцу испытания на нагрузках 100-30%, отдельно на нагрузке 20%, доказавшие принципиальную возможность работы котлов в расширенном диапазоне нагрузок 100-20%. В процессе работы было согласовано с фирмой ОРГРЭС снижение температуры свежего пара на котлах ТГМЕ-464 с 560°С до 550°C для повышения надёжности и долговечности эксплуатации оборудования. По предложению ОРГРЭС была заменена проектная схема регулирования температуры пара (схема Доллежаля) на схему впрыска питательной воды, решившая проблему регулирования на высоких нагрузках, в том числе при переводе котлов на природный газ.
В 2008 г. для повышения качества питательной воды система ХВО была реконструирована – переведена с проектной схемы двухступенчатого обессоливания на трёхступенчатую.  
24 декабря 2011 года начало промышленной эксплуатации на природном газе. Резервным топливом для станции остаётся мазут.

## Деятельность
Северодвинская ТЭЦ-2 ОАО «ТГК-2» по Архангельской области расположена в юго-восточной части г.Северодвинска, в промышленной зоне. Район жилой зоны находится в 1,7 км к западу от предприятия. Северодвинская ТЭЦ-2 введена в эксплуатацию в 1976 году. 
Северодвинская ТЭЦ-2 – станция блочного типа. 
Федеральное государственное учреждение «Всероссийский центр охраны труда» выдало сертификат безопасности Северодвинской ТЭЦ-2. В документе подтверждается, что работы, проводимые на станции, полностью соответствуют всем установленным государственным нормативным требованиям охраны труда.
Выдача мощности осуществляется по нескольким линиям:
- 220 КВ "Заря", одна цепь: "Сев. ТЭЦ2" - РП "Первомайский" (г. Новодвинск);
- 110 КВ, две цепи: "Сев. ТЭЦ2" - "Сев. ТЭЦ1" (г. Северодвинск);
- 110 КВ, две цепи: "Сев. ТЭЦ2" - ПС "Северодвинская" с отпайкой на ПС "Южная" (г. Северодвинск);
- 110 КВ, две цепи: "Сев. ТЭЦ2" - ПС №7 (г. Архангельск) с отпайками на ПС "Кегостров", ПС "Ластола", ПС №36;
- 110 КВ, одна цепь: "Сев. ТЭЦ2" - ПС "Вонгуда" (г. Онега).